# Brian Floody
Brian Floody (* 14. Dezember 1971 in New York City) ist ein US-amerikanischer Musiker (Schlagzeug, Pauke) des Modern Jazz.

## Leben und Wirken
Floody wuchs in Brooklyn auf; in seiner Jugend hatte er an der Eastman School of Music Unterricht bei John Beck. 1989 schrieb er sich an der New School ein und studierte u. a. bei Jimmy Cobb und Vernel Fournier. Ab 1993 arbeitete er mit Musikern wie Howard Alden, Eric Alexander, Junior Mance, Brad Mehldau, David Fathead Newman, Frank Wess, dem Glenn Miller Orchestra (Ghost Band)  und dem Toledo Symphony Orchestra. Er war außerdem als Begleitmusiker der Sänger John Boutté, Lea DeLaria, Dena DeRose, Norah Jones, Irene Reid, Diane Schuur und Marlena Shaw tätig.
Ferner unterrichtete Floody an der Emory University, am Sommercamp in Adirondack, an der University of Miami, der Western Michigan University und der LaGuardia High School in New York. Derzeit ist er an der Fakultät des Brooklyn Conservatory und der Swett Arts Academy in der Bronx tätig. Im Bereich des Jazz war er zwischen 1998 und 2015 an elf Aufnahmesessions beteiligt, u. a. mit Spike Wilner, Ian Hendrickson-Smith, Alex Levin, Alex Graham, Alberto Pibiri, Adrienne Fenemor und Brigitte Zarie.  Gegenwärtig gehört er dem Alex Norris Quintet und dem George Papageorge Trio an.